# Bamboo (cocktail)
Pour les articles homonymes, voir Bamboo.
Le Bamboo est un cocktail à base de sherry, de vermouth et de divers amers.

## Histoire
La création du Bamboo est attribuée au barman Louis Eppinger - considéré comme l'un des premiers barmen japonais,. Selon ce dernier, la boisson a été mélangée pour la première fois par Eppinger dans les années 1890 au Grand Hotel de Yokohama, bien que la période soit discutable.
Cependant, on peut au moins s'interroger sur l'année. Selon ce dernier, Eppinger a d'abord travaillé à San Francisco et Portland et est en fait venu à Yokohama en 1889, où il aurait mélangé pour la première fois la boisson un an ou deux plus tard. Un ouvrage publié en 1908 le cite également comme l'initiateur. Cependant, la boisson a été mentionnée dans le Western Kansas World trois ans avant qu'Eppinger n'arrive à Yokohama :

« Une nouvelle boisson insidieuse a été introduite par un Anglais, et est devenue populaire dans les bars new-yorkais. Elle est composée de trois quarts de sherry et d'un quart de vermouth, et est appelée 'Bamboo'. »

Ainsi, si l'origine de la boisson peut être datée avec un haut degré de probabilité au milieu des années 1880, l'attribution à Eppinger, en revanche, est incertaine mais probable. Plus d'une décennie plus tard, vers 1901, le cocktail devient alors populaire aux États-Unis et est vendu comme boisson pré-mixée. Entre autres, la boisson est citée dans l'ouvrage Stuart's Fancy Drinks and How to Mix Them publié en 1904, mais aussi dans les livres sur les cocktails.
Il existe plusieurs explications pour le nom du cocktail. Il est possible que cela soit dû à sa coloration.

## Préparation et variantes
Bien que certains recommandent d'utiliser des proportions égales de sherry et de vermouth dans la préparation, et que les anciennes recettes suggèrent un rapport de 2:1, la recette originale demande un rapport de mélange de 3:1 entre le sherry et le vermouth. Ceux-ci sont ajoutés dans un verre à mélange avec de la glace ainsi que 2 traits d'Orange bitters et remués. Certaines recettes, recommandent également l'ajout de deux traits d'amers d'Angostura.
Le Bamboo est donc similaire à un autre cocktail à base de sherry, l'Adonis, et parfois interprété comme une variation de celui-ci. Cependant, comme ce dernier apparaît pour la première fois dans le livre de Jacques Straub, The Complete Manual of Mixing Drinks, publié en 1913, plus de 20 ans plus tard, le Bamboo serait le premier cocktail à base de sherry et de vermouth, la différence étant que le Bamboo utilise un vermouth sec, tandis que l'Adonis fait appel à un vermouth doux. Les traits de d'amers d'Angostura utilisés dans certains cas avec le Bamboo le distinguent également de l'Adonis. La boisson est également connue sous d'autres noms, notamment Amour, East Indian Cocktail, Golden Bell, et La Pirouette.
Des variations du Bamboo sont créées en ajoutant d'autres ingrédients. Par exemple, le Brazil Cocktail, dans lequel de l'absinthe est ajoutée, le Coronation, dans lequel du marasquin est ajouté, ou le Greenbriar, dans lequel le Bamboo est complété par des amers à la pêche et de la menthe.